# Sophia Brahe
Sophia Brahe (Castillo de Knutstorp, 22 de septiembre de 1556 - Elsinor, 1643) fue una astrónoma y horticultora danesa. Fue hermana de Tycho Brahe, al que ayudó en sus observaciones astronómicas.

## Biografía
Sophia Brahe nació en el seno de una familia noble de Knudstrup (Dinamarca), siendo la hija menor del matrimonio. Su hermano Tycho, tuteló sus enseñanzas, y pronto mostró su inclinación por la química, la horticultura y, sobre todo, la astronomía. Aunque la familia mostró rechazo hacia los estudios de su hija pequeña, Tycho Brahe la tomó como asistente en 1573 al ver como Sophia se formaba de manera autodidacta, bien sea a través de observaciones propias, bien a través de consultas en material de bibliotecas. Hasta su matrimonio, Sophia trabajó con su hermano en el observatorio del Castillo de Urania (Uraniborg) en la isla de Hven y colaboró en la redacción del catálogo donde se detallaba la posición de los planetas y el fondo estelar, y que sirvió a Johannes Kepler para anunciar sus leyes astronómicas.
Sophia Brahe contrajo matrimonio en 1577 con Otto Thott, quién murió pronto (1588), dejándola con un hijo. Heredó de su marido una vasta superficie de fincas en Escania (Suecia) que convirtió en foco de sus ingresos al dedicarse de lleno a la horticultura. También comenzó a trabajar en química (entonces alquimia) creando medicamentos espagíricos que comercializaba entre la clase alta escandinava.
Con el consentimiento de su hermano Tycho, se comprometió en 1590 con el noble y alquimista danés Erik Lange. La hermana de Lange estaba casada con su hermano Knut. Lange derrochó toda su fortuna en sus experimentos y tuvo que huir al norte de Alemania en 1592 debido a sus elevadas deudas. De este período proviene el poema latino Urania Titani, escrito en 1594 por Tycho Brahe al estilo de Ovidio, una carta ficticia en la que Urania (Sophie Brahe) lamenta la separación de Titán (Lange). Tras la muerte de Tycho y un compromiso de más de diez años, Sophie y Erik Lange se casaron en Eckernförde en 1602. Su familia no aceptó su matrimonio ni sus estudios científicos y retuvo los fondos que le correspondían, razón por la cual la pareja inicialmente vivió en la pobreza, como lamentó Sophie en una carta a su hermana Margaretha. Después del matrimonio se mudaron a su finca en Årup, donde ella también realizó estudios alquímicos. Sophia enviudó nuevamente en 1613. En los últimos años de su vida abrazó una nueva disciplina: la genealogía. Murió en Elsinor (Dinamarca) en 1643.
En algunos momentos de su primer enviudamiento, Sophia se interesó por la astrología, gusto que su hermano Tycho Brahe aprobó. Le entusiasmaba la fascinación de su hermana por lo que la hizo su ayudante.